# Jeu social
Pour le genre de jeu vidéo destiné aux joueurs occasionnels, voir Casual game.
Un jeu social, ou jeu vidéo communautaire, est un type de jeu vidéo en ligne qui se joue à travers un réseau social, il comporte généralement un mode multijoueur et propose un gameplay aux mécanismes asynchrones,,. Les jeux sociaux sont généralement implémentés sur un navigateur web, mais peuvent aussi être mis en œuvre sur d'autres plates-formes, tels que les appareils mobiles. Ces jeux comptent parmi les plus populaires et les plus joués dans le monde au début des années 2010. CityVille, FarmVille, The Sims Social sont des exemples récents de jeux sociaux populaires.
Bien qu'ils partagent de nombreux aspects du jeu vidéo traditionnel, les jeux sociaux en utilisent d'autres qui les distinguent. Traditionnellement, ces jeux s'orientent vers le casual game.
Les sociétés qui font du jeu social comprennent les leaders du marché, Zynga, Playfish, Playdom.

## Technologies et plates-formes
Un jeu vidéo social peut être créé avec un certain nombre de technologies traditionnelles du jeu vidéo, pourtant les jeux sociaux sont en majorité réalisés en Flash, PHP ou JavaScript. Certains jeux peuvent associer ces différentes technologies. Dans certains cas, un aspect de ludification est joint au jeu social pour rendre la technologie plus attrayante en encourageant les utilisateurs à adopter des comportements voulus, et à résoudre des problèmes en tirant profit de la prédisposition psychologique de l'homme à participer au jeu.
Les jeux sociaux sont souvent joués via un navigateur web, bien qu'ils soient à distinguer des jeux sur navigateur dans la manière dont ils exploitent le graphe social du joueur et les données de l'utilisateur qui sont hébergées sur le réseau social. Avec l'invention du smartphone, les jeux sociaux connaissent une adoption généralisée sur les plates-formes mobiles, comme c'est le cas avec iOS et Android.

## Monétisation
Les jeux sociaux monétisent souvent sur la base de transactions de biens virtuels.

## Critiques
Cow Clicker, un jeu créé par Ian Bogost, a été élaboré pour mettre en évidence les aspects les plus exploités et abusifs des jeux sociaux. Le jeu demande aux utilisateurs de cliquer sur l'image d'une vache toutes les 6 heures pour gagner des points. Il invite également les utilisateurs à encourager leurs amis à les rejoindre pour gagner plus de points. Cow Clicker a clairement été conçu pour ridiculiser les autres jeux sociaux, tel FarmVille, malgré tout 56 000 utilisateurs ont joué au titre à son apogée. La communauté a également évolué et donné naissance à des jeux similaires, recueillant des avis critiques et obtenant même un guide stratégique. En août 2013, Julien Thiennot développe un jeu semblable à Cow Clicker, nommé Cookie Clicker.